# Domfront (Orne)
Domfront ist eine Ortschaft und eine Commune déléguée in der französischen Gemeinde Domfront en Poiraie mit 3.414 Einwohnern (Stand: 1. Januar 2022) im Département Orne in der Region Normandie.
Mit Wirkung vom 1. Januar 2016 wurden die früheren Gemeinden Domfront, La Haute-Chapelle und Rouellé zu einer  Commune nouvelle mit dem Namen Domfront en Poiraie zusammengelegt, die in der neuen Gemeinde den Status einer Commune déléguée haben. Der Verwaltungssitz befindet sich im Ort Domfront. Die Gemeinde Domfront gehörte zum Arrondissement Alençon und zum Kanton Domfront.

## Geographie
Domfront liegt im Westen des Départements auf einem 70 Meter über dem Fluss Varenne aufsteigenden Felsen. In Domfront kreuzen sich N176 (West-Ost), D962 (Nord-Süd), D21 (NW-SO) und D22 (NE-SW). Außerdem erreichen folgende Straßen Domfront: D908 (aus Osten), D217 (aus Westen). Die Entfernung bis nach Paris beträgt 250 Kilometer. Die nächstgelegenen größeren Städte sind Rennes, Le Mans und Caen.

## Geschichte
Domfront wurde im 11. Jahrhundert von normannischen Herzögen gegründet. Im Laufe der Zeit wurde der Ort mit einer der mächtigsten Festungen Europas versehen.
Im Zweiten Weltkrieg wurde der von Deutschen besetzte Ort am 14. Juni 1944 von der alliierten Luftwaffe bombardiert.

## Wirtschaft
Die Wirtschaft des Ortes ist primär durch den Tourismus geprägt. Daneben arbeitet ein Drittel der Einwohner in sechs Großbetrieben, die sich in Domfort angesiedelt haben.

## Kultur und Sport
Domfront verfügt über ein Theater mit 900 Plätzen. Daneben gibt es ein Kulturzentrum und zahlreiche Vereine. Für den Sport stehen zwei Mehrzweckhallen und ein Stadion mit 500 Sitzplätzen zur Verfügung. 

## Sehenswürdigkeiten
- Ruinen der mittelalterlichen Burg Domfront, von der Donjon und Festungswälle erhalten sind
- Notre-Dame-sur-l’Eau (Unsere liebe Frau auf dem Wasser), eine romanische Kirche aus dem 11. Jahrhundert
- Dolmen du Creux und die Steinkiste du Pi de Chien nordöstlich von Domfront.

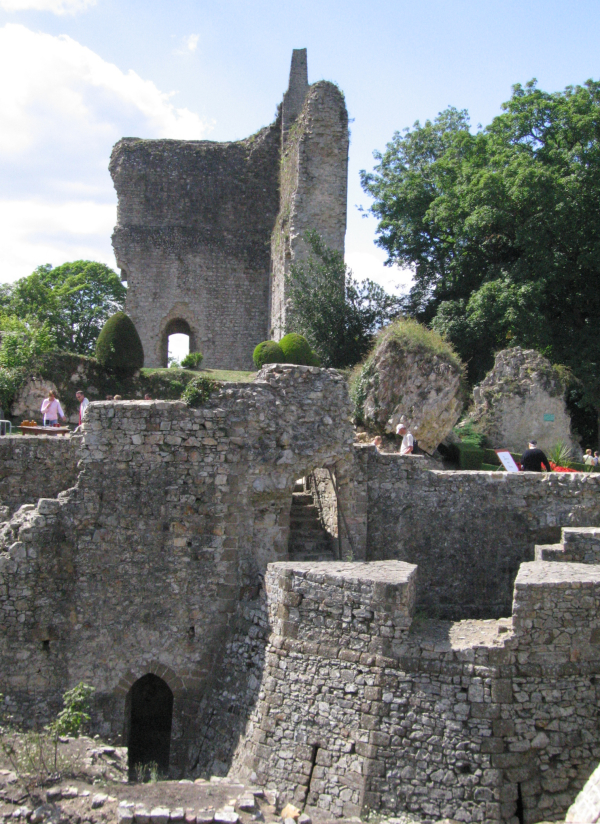
Bergfried der Burg Domfront
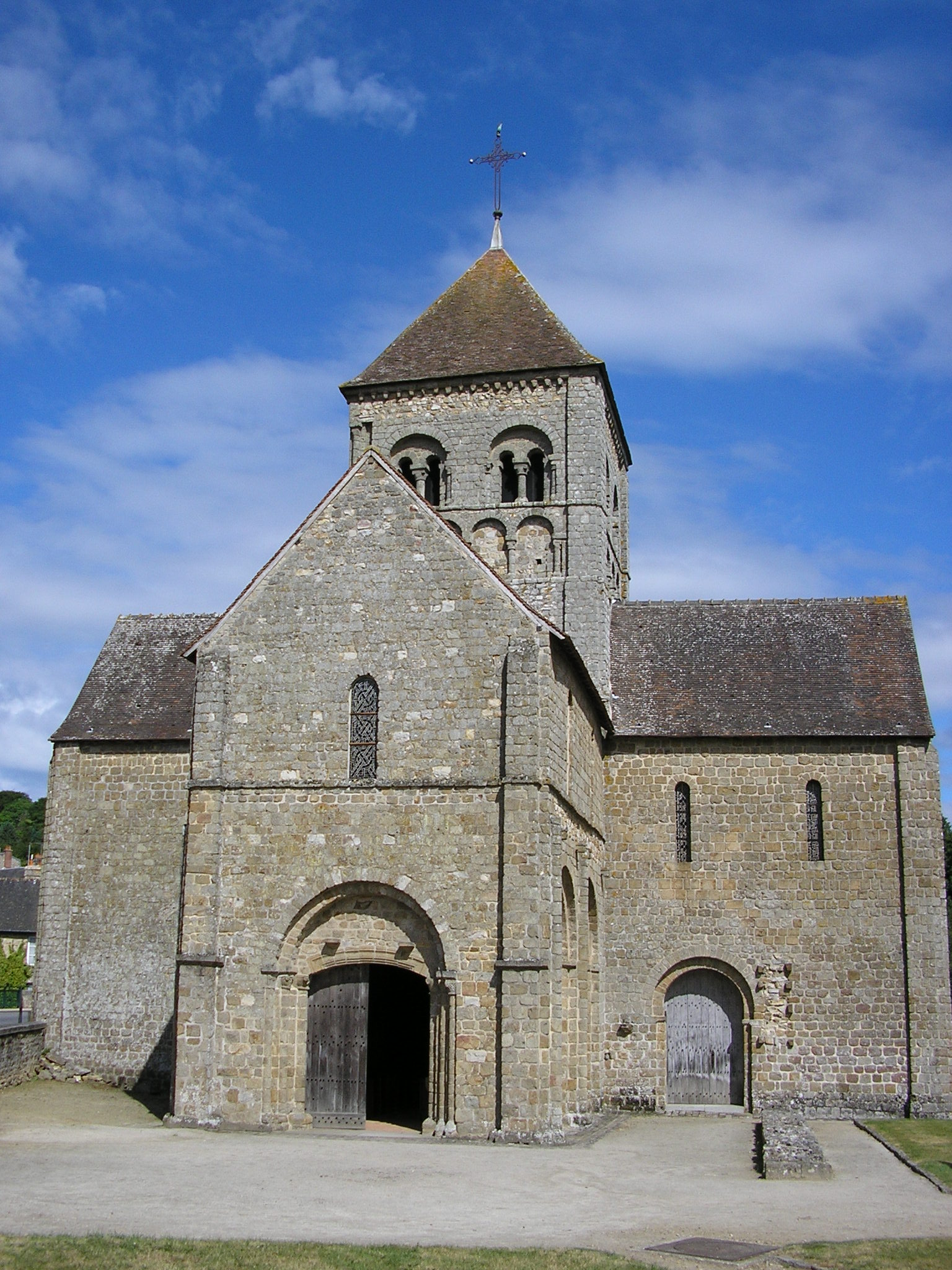
Kirche Notre-Dame-sur-l’Eau
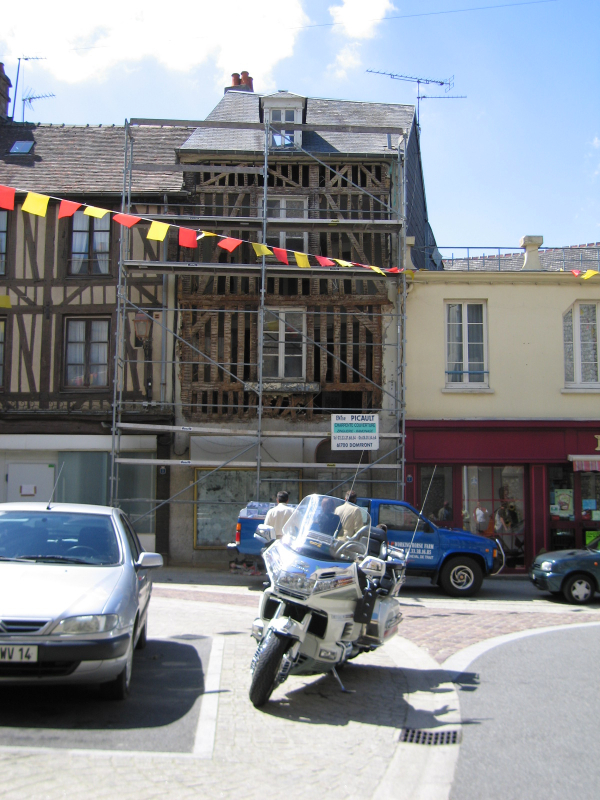
Restaurierung eines Fachwerkhauses
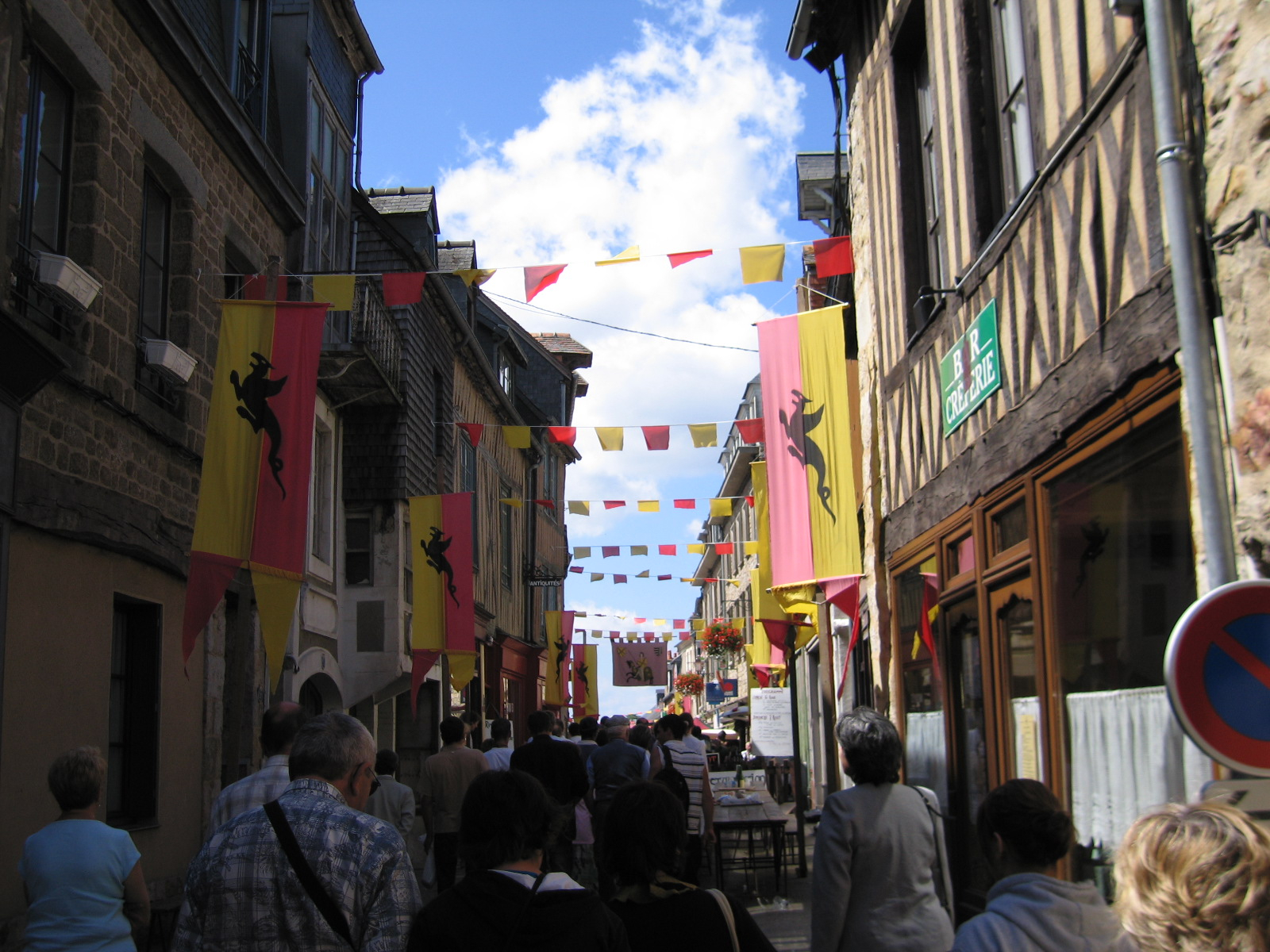
Mittelalterfestspiele

## Städtepartnerschaften
Domfront unterhält eine Städtepartnerschaft mit der deutschen Stadt Burgwedel in Deutschland und der portugiesischen Stadt Seia in der Serra da Estrela.

## Persönlichkeiten
- Émile de Marcère (1828–1918), Politiker und Staatsmann
- Albert Christophle (1830–1904), Politiker
- Auguste Jean Baptiste Chevalier (1873–1956), Botaniker
- Philippe Hurel (* 1955), Komponist
- Bruno Miot (* 1965), Autorennfahrer